# Cellule lymphoïde progénitrice
Pour les articles homonymes, voir CLP.
La cellule lymphoïde progénitrice (ou CLP, common lymphoid progenitor) est une cellule issue de la cellule souche hématopoïétique (CSH) tout comme la cellule progénitrice myéloïde.
La cellule lymphoïde progénitrice va produire, en se divisant, la lignée lymphoïde. 
Elle se différence en plusieurs types de lymphocytes : le lymphocyte T, le lymphocyte B, le lymphocyte NK et la cellule lymphoïde innée (CLI).
La prolifération et la survie des cellules lymphoïdes progénitrices est essentielle pour la génération d'un nombre suffisant de lymphocytes matures.